# Appenzell (Ort)
Das Dorf Appenzell (im ostschweizerischen Ortsdialekt Appezöll [ˌapːə'tsœlː]) ist der Hauptort des Schweizer Kantons Appenzell Innerrhoden. Der Ort liegt auf 780 m ü. M. am Fusse des Alpsteinmassivs.

## Verwaltung
Territorial liegt die Ortschaft Appenzell auf dem Gebiet der Bezirke (politische Gemeinden) Appenzell und Schwende-Rüte, wobei der grösste Teil des Dorfes dem Bezirk Appenzell angehört.
Wegen der Zugehörigkeit zu verschiedenen Bezirken wurde schon im 16. Jahrhundert für gemeindeübergreifende Aufgaben wie Baupolizei, Feuerwehr oder Wasser- und Energieversorgung eigens eine Spezialgemeinde gegründet, die Feuerschaugemeinde, welche das ganze Dorf Appenzell einschliesslich seiner Aussenquartiere umfasst.

## Name
Appenzell, im hochalemannischen Ortsdialekt Appezöll mit Betonung auf der letzten Silbe ([ap̄ətsö᪷́l̄]), wurde 1071 in der Form Abbacella erstmals erwähnt. Weitere frühe, aber gelehrt latinisierte Bezeugungen sind 1223 de Abbatiscella und 1244 in Abbatis Cella. Der Ortsname ist eine Zusammensetzung von altnordisch abbat «Abt» und althochdeutsch zëlla «Zelle, Kapelle; Speicher, Sammelstelle für Abgaben, Wirtschaftshof» und bedeutet damit «Wirtschaftshof des Klosters St. Gallen, Regionalstelle für die Naturalienabgabe, die der Grundherr (Abt) im inneren Landesteil erhebt».
Appenzell wurde auch Landschaftsname und Name für den Kanton Appenzell. Wenn ausdrücklich die Siedlung Appenzell bezeichnet werden soll, sprechen historische Quellen oft vom «Flecken Appenzell».

## Wappen
Blasonierung: «In Silber hält der aufrecht schreitende, schwarz und rot bewehrte Bär zwischen den Pranken einen roten Ring.»
Der rote Hof-Ring versinnbildlicht den ursprünglichen «Hof», das heisst, den späteren Flecken Appenzell.

## Tourismus
Appenzell ist das touristische Zentrum des Appenzellerlandes.

## Veranstaltungen
In Appenzell findet die kantonale Viehschau des Kantons Appenzell Innerrhoden statt. Sie wird jeweils am ersten Dienstag im Oktober auf dem Brauereiplatz durchgeführt.

## Verkehr

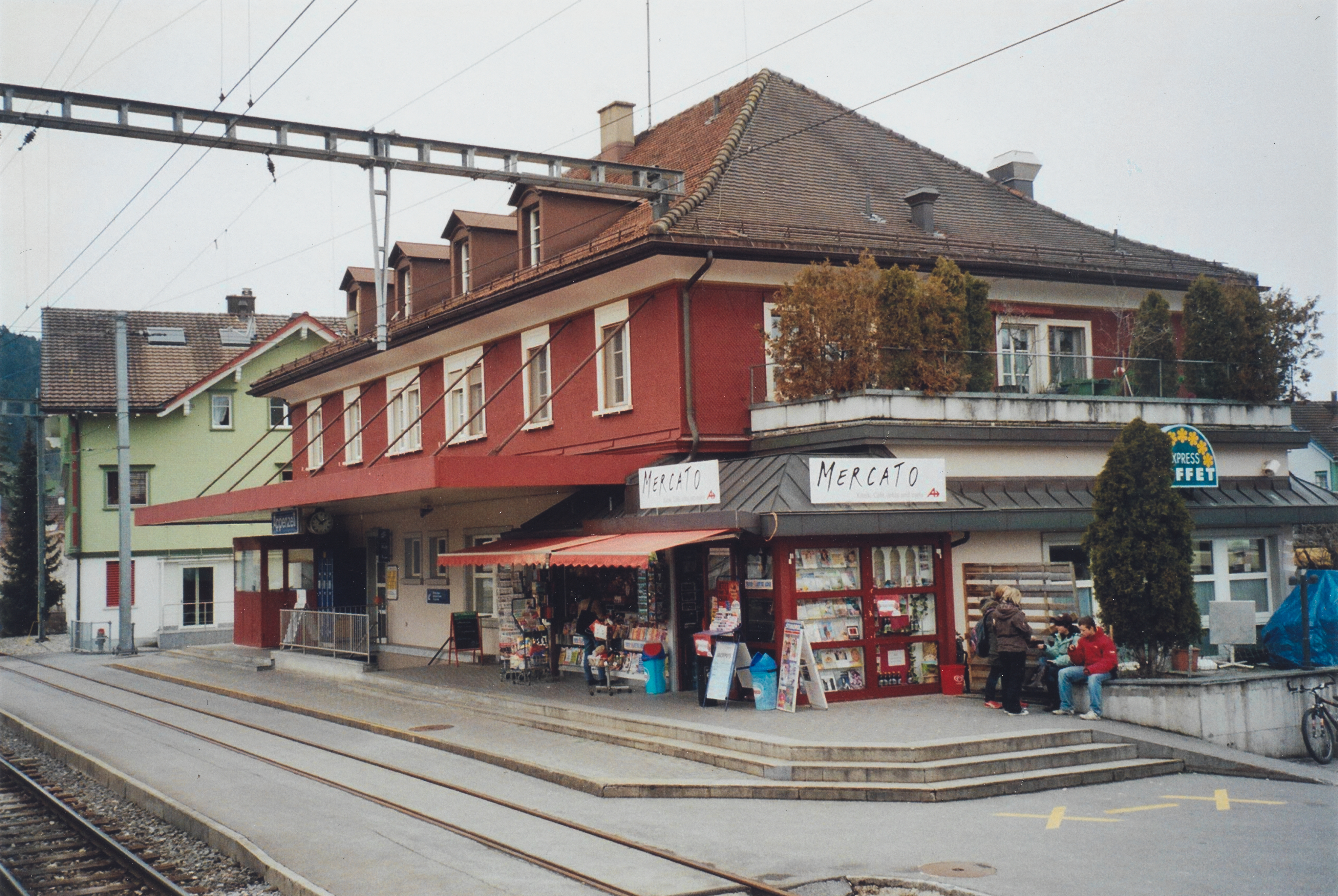
Stationsgebäude Appenzell (2007)

Schmalspurbahnen und Hauptstrassen führen von Gossau, Altstätten sowie St. Gallen nach Appenzell. Vom Bahnhof Appenzell bestehen Zugverbindungen über Herisau nach Gossau (mit Anschluss nach Zürich), über Gais nach St. Gallen sowie in Richtung Alpstein bis nach Wasserauen. Postautokurse gibt es nach Haslen–Teufen und nach Eggerstanden.

## Sehenswürdigkeiten

### Ortsbild

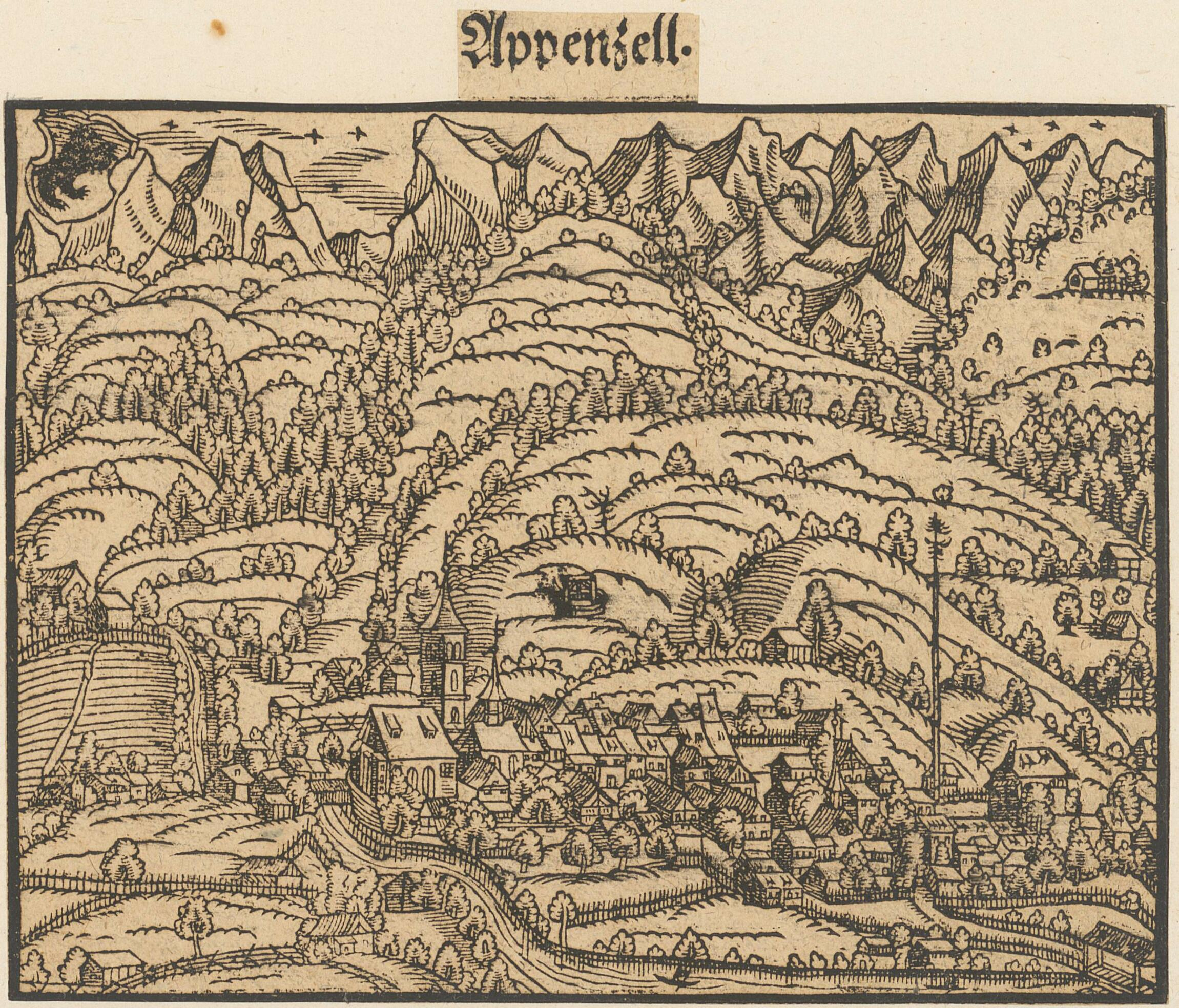
Appenzell um 1576

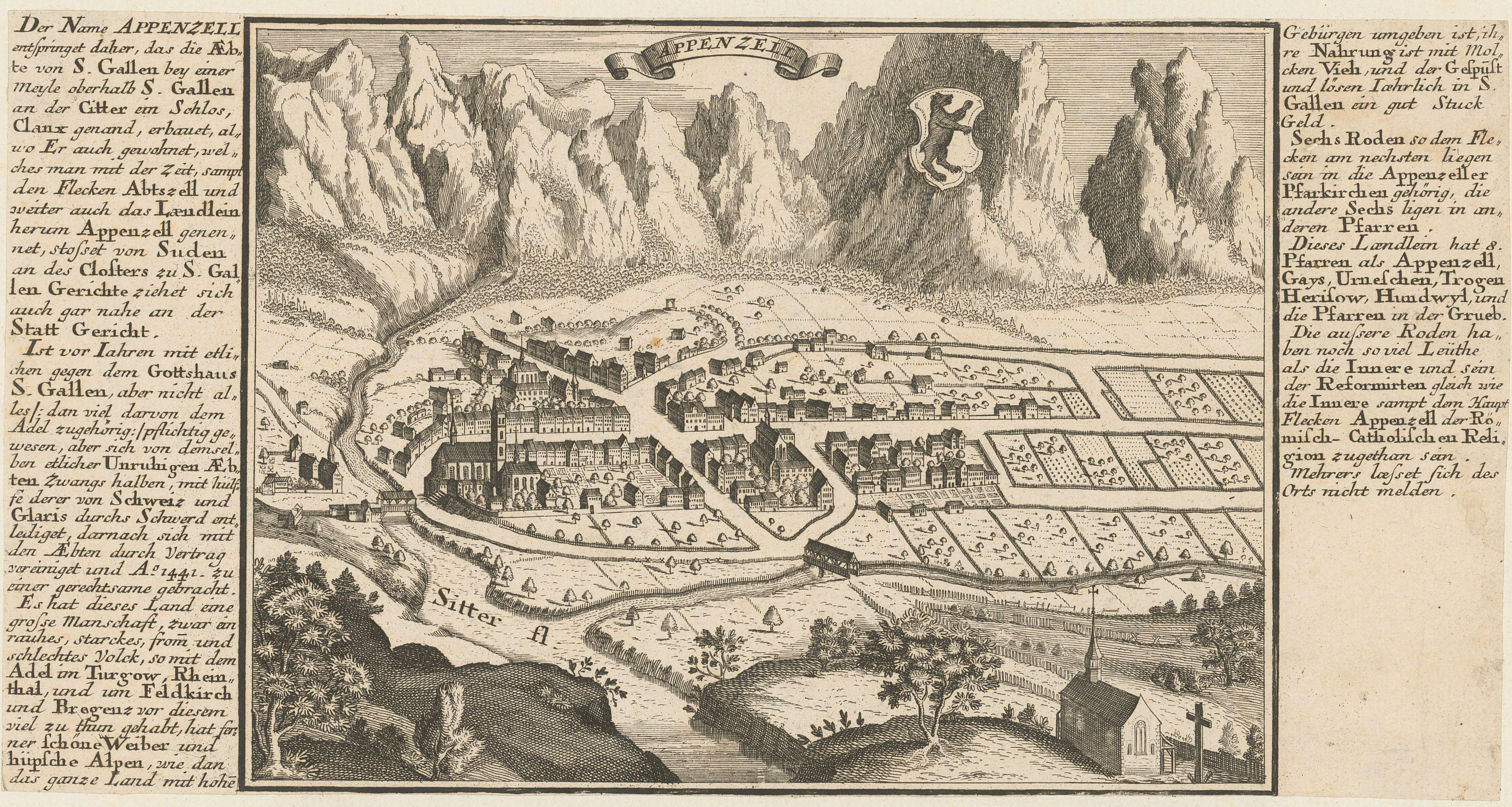
Appenzell, zwischen 1700 und 1720

Historisches Luftbild aus 400 m von Walter Mittelholzer von 1922

Das Ortsbild Appenzells ist geprägt durch Bauten aus der Zeit nach dem Brand von 1560. Teils bunt bemalte Holzhäuser mit geschweiften bzw. gebrochenen Giebeln verleihen ihm seinen besonderen Charakter, der am ursprünglichsten von den Häuserreihen in der Hauptgasse vermittelt wird. Typisch für den einheimischen Stil sind unter anderem die Häuser «Kreuz» und «Raben» an der Hauptgasse sowie die geschlossene Häusergruppe beim Gasthaus «Falken» an der Gaiserstrasse. Der Landsgemeindeplatz mit der Gerichtslinde ist von hohen und niedrigen Bauten unregelmässig begrenzt.

### Kirchliche Bauten

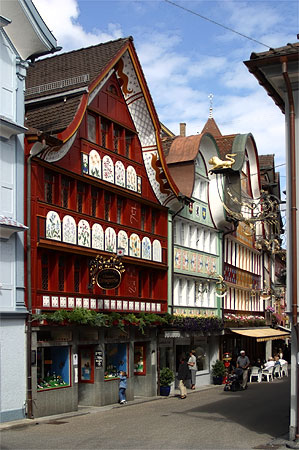
Ladengeschäfte in Appenzell

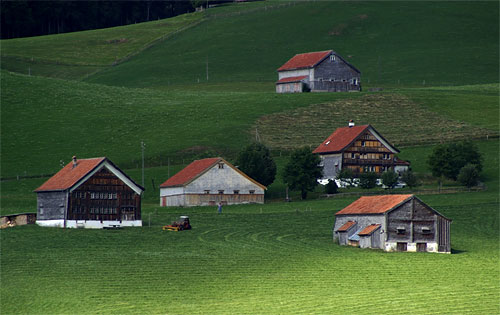
Einzelhöfe bei Appenzell

Die katholische Pfarrkirche St. Mauritius steht an erhöhter Stelle über dem linken Ufer des Flusses Sitter. Der Westturm, der Polygonalchor und die Krypta wurden um 1513, zum Teil nach 1560 erbaut. Das Langhaus von Enoch Breitenmoser stammt aus dem Jahr 1823. Das Innere beherbergt ein breites klassizistisches Schiff mit Doppelemporen. Der Hochaltar aus dem Jahr 1622 ist ein Werk von Bartholomäus Cades, die neobarocken Deckenbilder wurden von Franz Vettiger 1891 geschaffen. Der spätgotische Chor zeigt Wand- und Gewölbemalereien aus dem 16., 17. und 18. Jahrhundert, so auch eine Dorfansicht um 1620 von Moritz Girtanner.
Die reformierte Kirche wurde in den Jahren 1908–1909 nach Plänen von Emanuel La Roche und Adolf Benedikt Stähelin erbaut.
An der Hauptgasse steht die im spätgotischen Stil im Jahre 1561 erbaute Heiligkreuzkapelle; ein Ersatzbau für die 1560 bei einem Dorfbrand zerstörte Kapelle. Die Heiligkreuzkapelle wurde geweiht zu Ehren des Heiligen Kreuzes und der Vierzehn Nothelfer. Das Eingangsportal aus dem Jahr 1787 ist aus Sandstein. Die Kreuzwegstationen von 1787 stammen von J. A. Füxli. Restaurierungen der Kapelle erfolgten 1892 und 1964/65. Die barocken Holzbänke stammen ursprünglich aus der Kapelle St. Magdalena, Steinegg, und wurden 1949 montiert. 1964 wurde der Glasgemäldezyklus von Ferdinand Gehr mit den fünf Geheimnissen des Schmerzhaften Rosenkranzes gefertigt.
Am westlichen Dorfeingang steht das 1586 bis 1587 gegründete Kapuzinerkloster Mariä Lichtmess. Die Klosterkirche wurde 1688 neu gebaut, das Kloster erhielt 1925 einen Neubau von Hans Burkard. Das Kircheninnere beherbergt frühbarocke Altäre. Am Hochaltar ist eine Kreuzabnahme von Giulio C. Procaccini aus dem Jahr 1605 zu sehen, am Seitenaltar rechts eine Madonna mit Heiligen aus den Jahren 1610–1620 und am Seitenaltar links Mariä Lichtmess, 1935 von Johann Hugentobler geschaffen. Das Kloster wurde per Ende August 2011 geschlossen, und das Gebäude gelangte an den Kanton Appenzell Innerrhoden zurück.
Südlich der Hauptgasse steht das Kapuzinerinnenkloster Maria der Engel. Die Kirche wurde 1621/22 im Spätrenaissancestil durch die Misoxer Meister Giovanni Altern und Andrea Toscano erbaut. Das Innere der Kirche enthält eine kassettierte Tonne. Die Klostergebäude errichteten 1679–1682 Jost Mosbrugger und Christian Zünd nach einem Modell des Paters Marquard Imfeld. Das Kloster wurde im April 2008 geschlossen; die Gebäude wurden einer Stiftung übergeben.
Im westlichen Ortsteil Rinkenbach steht die 1661 erbaute Kapelle St. Anton mit einem frühbarocken Hochaltar aus dem Jahr 1666 und einer 1673 geschaffenen Kanzel im Knorpelstil. Die Seitenaltäre sind aus dem 18. Jahrhundert.
Nördlich des Ortes, auf der Steig in Mettlen, steht die Kapelle St. Karl, erbaut 1620.
In der Fraktion Sonnenhalb, südlich von Appenzell, steht die Kapelle Maria in Sonnenhalb. Diese entstand 1796 und wurde 1861 neu gebaut. Der Altar ist in ländlich verspätetem Barock mit gotischer Pietà um 1400 im «weichen» Stil.
Zwischen der Sitter und dem Bleichwäldibach liegt die Lourdeskapelle.

### Weltliche Bauten

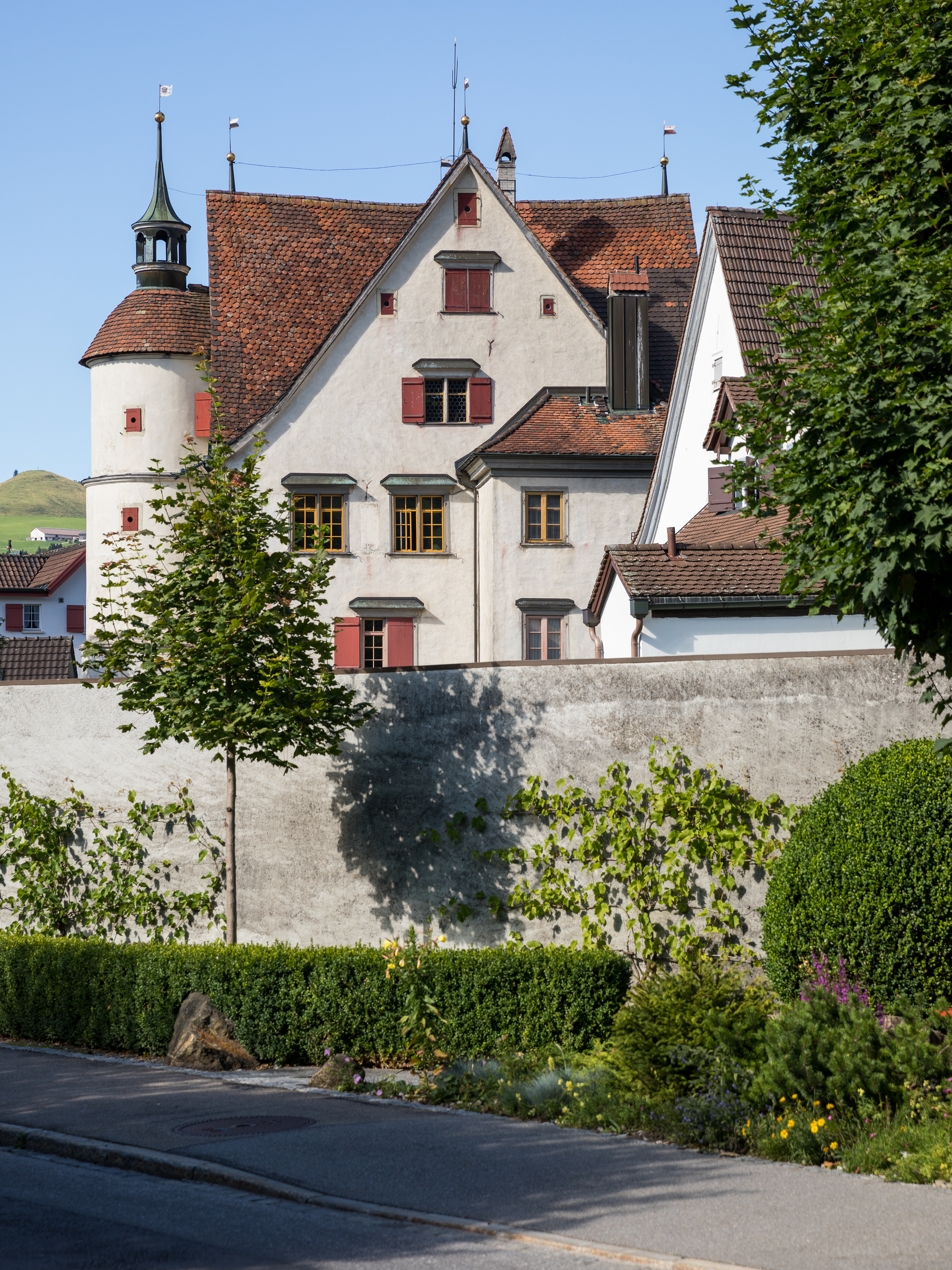
Schloss

Das Rathaus ist ein spätgotischer Bau aus den Jahren 1561–1563 von Hans Bilchenfelder. Die Fassadenfresken zeigen Darstellungen aus der Appenzeller Geschichte, geschaffen 1928 von August Schmid. In den Ratssälen sind Wandgemälde von Caspar Hagenbach d. J. aus dem Jahr 1567.
Im Rathausgebäude ist in den oberen Geschossen das Museum Appenzell untergebracht, das sich «der ländlichen, katholisch geprägten Kulturgeschichte des Kantons Appenzell Innerrhoden» widmet.
Die Landeskanzlei wurde 1914 von Adolf Gaudy, der neue Flügel 1954 von Hans Burkard erbaut.
Neben dem Kapuzinerinnenkloster steht das 1563–1570 erbaute sogenannte «Schloss», ein der Anlage nach spätgotisches, im Detail der Renaissance verpflichtetes Patrizierhaus.
Ebenfalls im Kern spätgotisch, aber mit klassizistischem Ausbau, ist das Haus Ebneter-Kölbener, in dem sich heute die Raiffeisenbank befindet. Im Erdgeschoss, der Schalterhalle der Bank, sind um 1580 geschaffene Wandmalereien (acht Tugenden) von Caspar Hagenbuch d. J. zu sehen.

## Schulen
Die Schulgemeinde Appenzell umfasst fünf Kindergartenstandorte mit achtzehn Kindergartenklassen. Dazu gibt es vier Primarschulhäuser an zwei Standorten. Die Schulhäuser Hofwies 1, 2 und 5 im westlichen Teil des Ortes an Kaustrasse und Engelgasse und das Schulhaus Chlos im östlichen Ortsteil neben der Klosterkirche. Die Oberstufenklassen (Real- und Sekundarschulen) sind in den Schulhäusern Gringel 1 (Real) und Gringel 2 (Sekundar) im Südwesten der Gemeinde, südlich der Appenzellerbahngeleise untergebracht. Neben den Gemeindeschulen besteht im Ort Appenzell das Gymnasium St. Antonius als Mittelschule. Das Gymnasium wurde über 90 Jahre lang von der Kapuzinerprovinz der Schweiz im Kanton Appenzell Innerrhoden bis 1976 als höhere Lehranstalt und bis 1999 als Mittelschule betrieben. Am 1. August 1999 übernahm der Kanton auf das neue Schuljahr die volle Verantwortung für das Untergymnasium und die Maturitätsschule, die sich auch im 21. Jahrhundert daran arbeitet, sich an die neuen Bildungserfordernisse anzupassen.

## Korporation Stiftung Ried

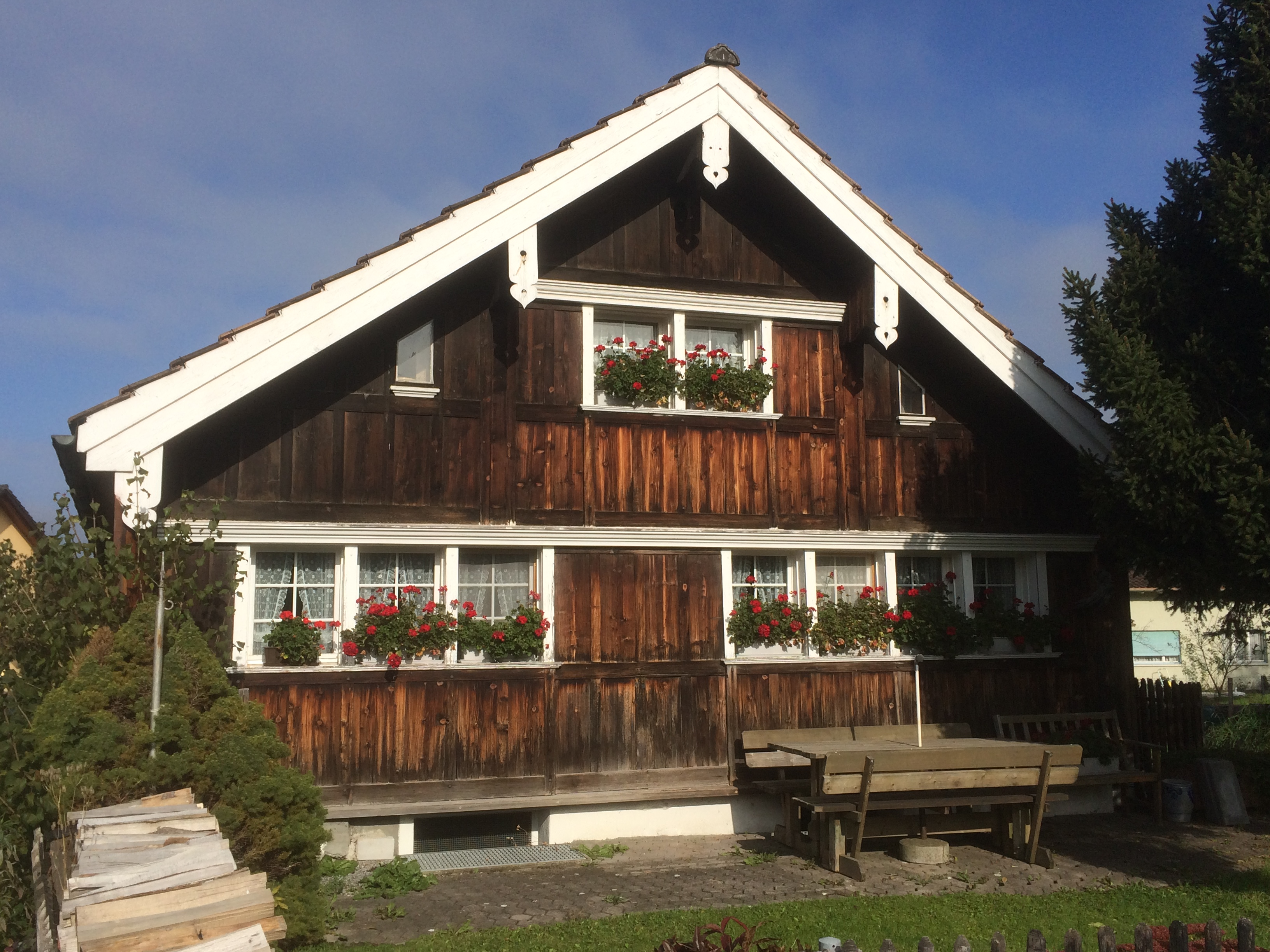
Ältestes noch stehendes Haus der Korporation Stiftung Ried in Appenzell (17. Jahrhundert?)

Im südlichen Teil Appenzells, auf beiden Seiten der Bahnlinie, liegt das Quartier Ried. Es handelt sich dabei um eine ursprüngliche Armensiedlung, die bis heute als Korporation (Nutzungsgenossenschaft) organisiert ist und auf dem Land der 1483 gegründeten Stiftung Ried liegt. Je nach Vermögensverhältnissen entrichten die Bewohner für ihre Häuser keinen oder nur einen bescheidenen Bodenzins und sind umgekehrt gehalten, zweimal jährlich ein Seelenamt (Requiem) für die Stifterfamilie Küchenmeister in der Mauritiuskirche zu besuchen. Es handelt sich dabei um eine der ältesten heute noch aktiven sozialen Einrichtungen Europas.

## Persönlichkeiten
- Alfred Broger (1922–2011), Kunstmaler
- Maria Josepha Barbara Broger (1704–1775), Liedersängerin, -sammlerin und vermutlich auch Autorin
- Raymond Broger (1916–1980), Landammann
- Roswitha Doerig (1929–2017), Kunstmalerin, in Appenzell aufgewachsen
- Adrian Holderegger (* 1945), römisch-katholischer Theologe
- Simon Enzler (* 1976), Komiker, Kabarettist und Satiriker
- Dorothee Elmiger (* 1985), Schriftstellerin, in Appenzell aufgewachsen
- Daniel Fässler (* 1960), Landammann und Nationalrat
- Antonia Fässler (* 1969), Politikerin
- Josef Anton Fässler (1796–1875), Politiker
- Isabella Fischli (* 1956), Journalistin und Autorin, in Appenzell geboren
- Paul Gartenhauser (vor 1544–nach 1613), Gemeindepräsident, Regierungsmitglied, Landammann und Tagsatzungsgesandter
- Beat Graf (1933–2015), Politiker, in Appenzell geboren
- Ottilia Grubenmann (1917–2003), Hebamme
- Hans Hausamann (1897–1974), Fotograf und Nachrichtendienst-Offizier, in Appenzell geboren
- Peter Hersche (1941–2025), Historiker und Hochschullehrer, in Appenzell geboren
- Willi Keller (* 1942), Bauernmaler, in Appenzell geboren
- Arnold Koller (* 1933), Rechtswissenschaftler und Bundesrat, in Appenzell aufgewachsen
- Paul Koller (* 1952), Diplomat und Autor
- Carl Walter Liner (1914–1997), Kunstmaler
- Emil Manser (1951–2004), Strassenkünstler und Stadtoriginal von Luzern
- Sibylle Neff (1929–2010), Kunstmalerin
- Johann Baptist Rusch (1844–1890), Archivar und Politiker
- Carlo Schmid-Sutter (* 1950), Landammann und Ständerat
- Natalie Schürpf (* 1993), Unihockeyspielerin
- Leutfrid Signer (1897–1963), Rektor des Kollegiums St. Fidelis in Stans
- Roman Signer (* 1938), Aktionskünstler, in Appenzell geboren
- Roland Stark (* 1951), Politiker
- Adolf Steuble (1856–1925), Politiker
- Thomas Sutter (* 1973), Schwinger, in Appenzell geboren
- Sabine Wen-Ching Wang (* 1973), Schriftstellerin, in Appenzell aufgewachsen

## Galerie

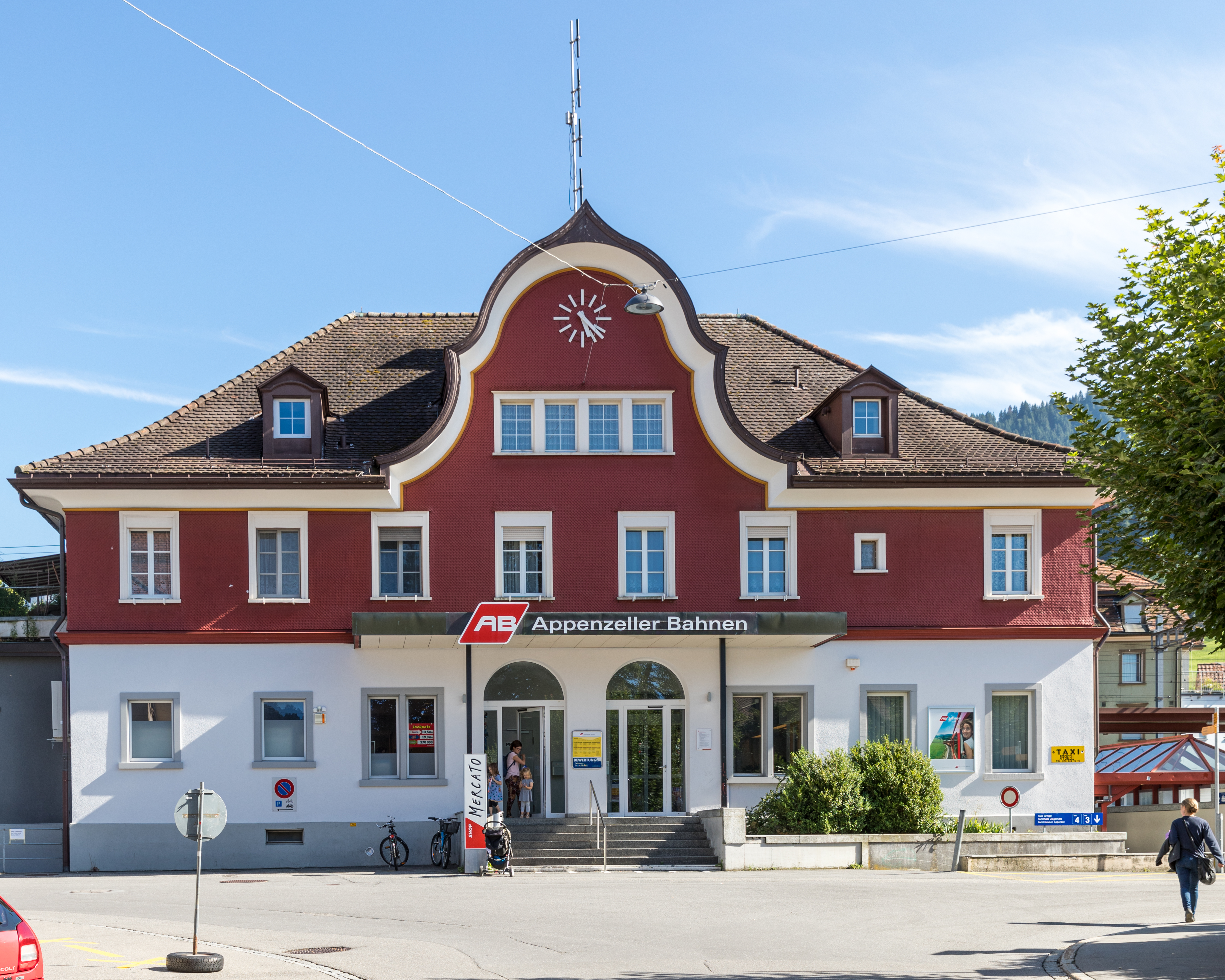
Bahnhof Appenzell
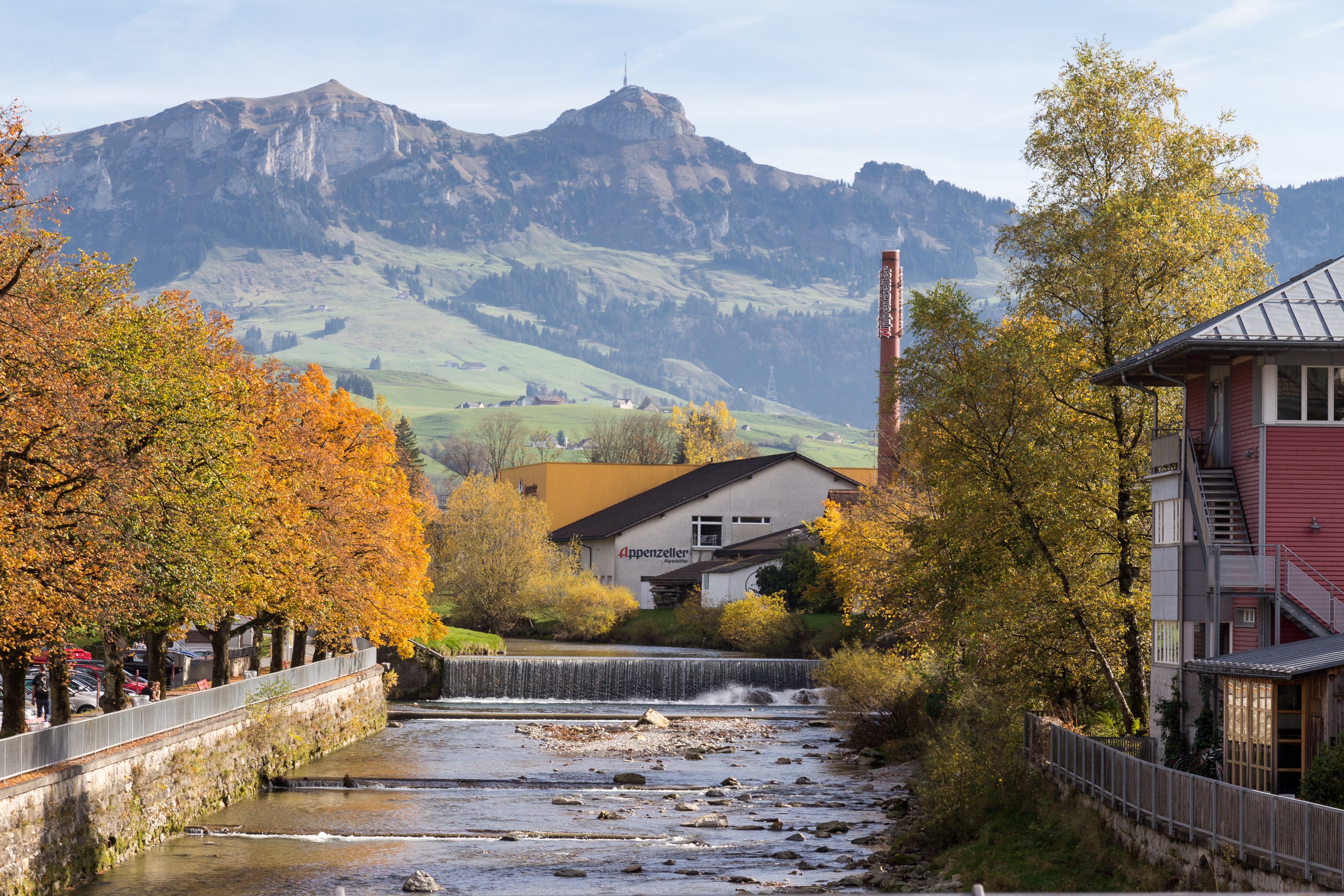
Brennerei Appenzeller Alpenbitter an der Sitter, im Hintergrund der Hohe Kasten
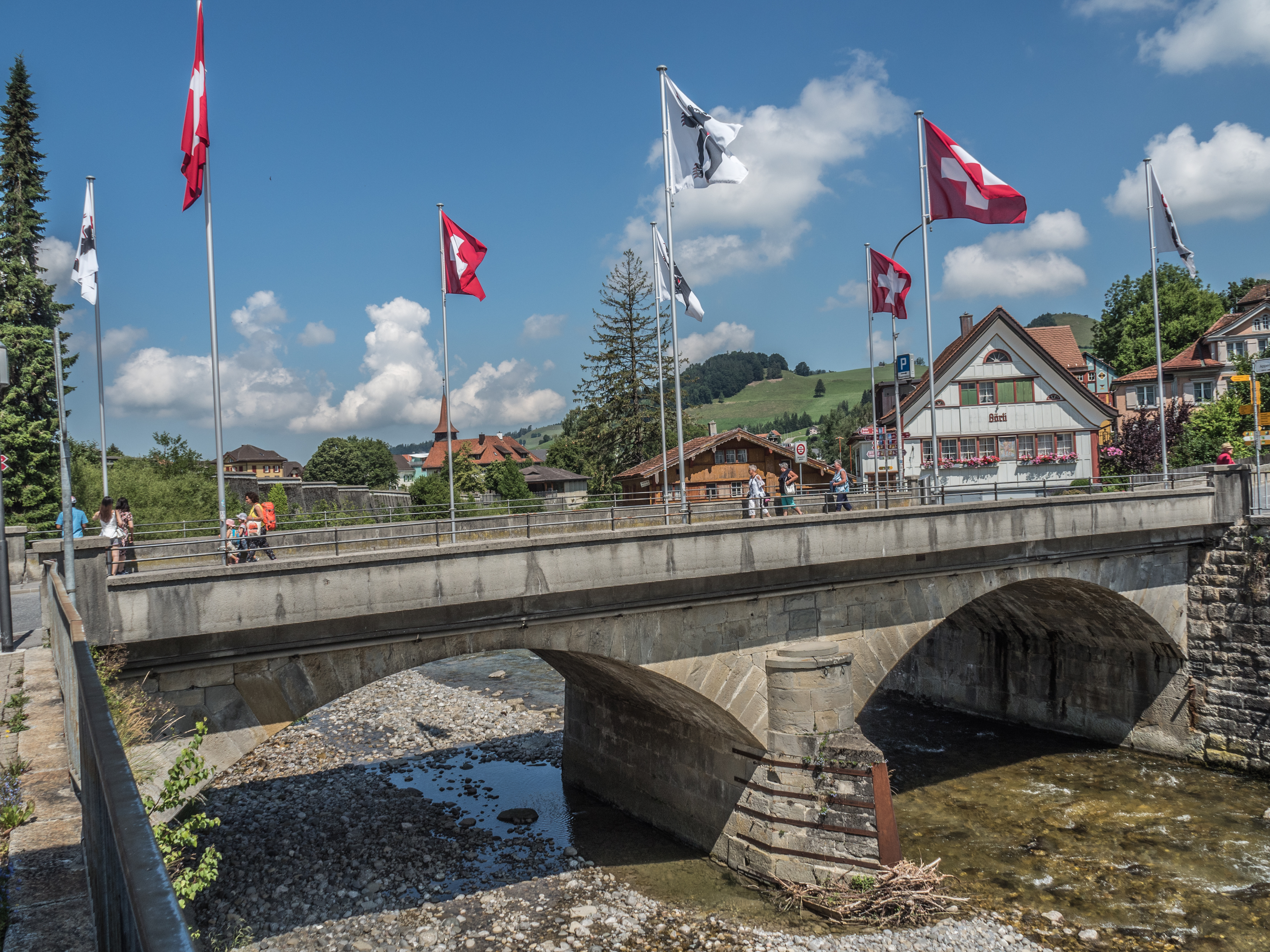
Historische Metzibrücke von 1846
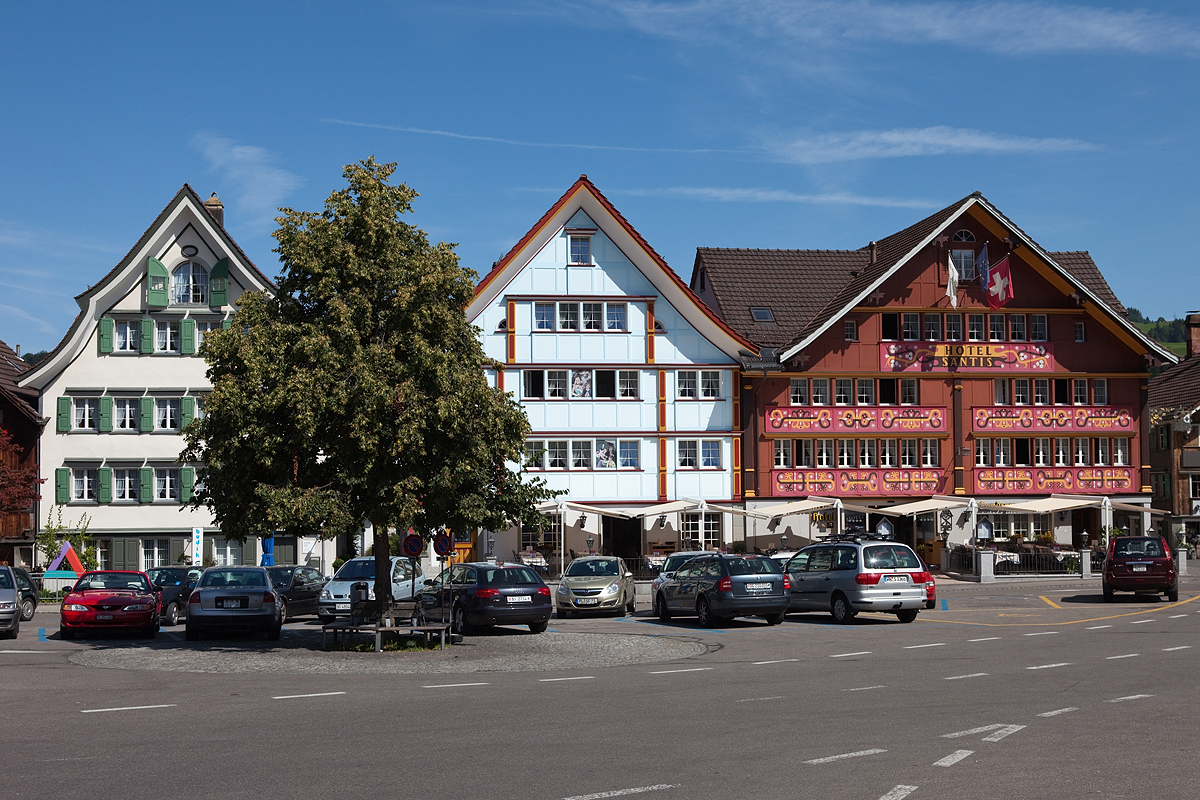
Landsgemeindeplatz
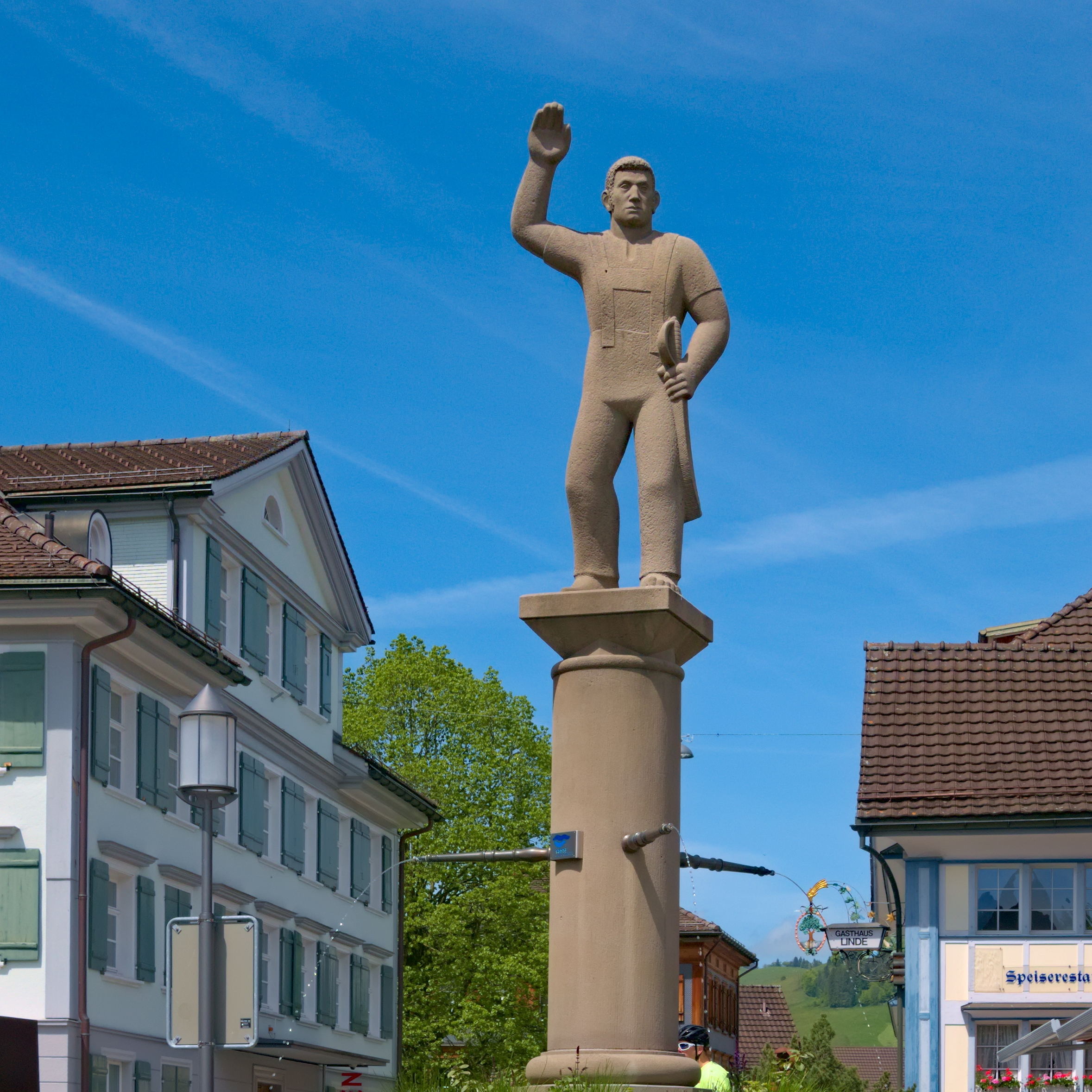
Landsgemeinde-Brunnen in Appenzell
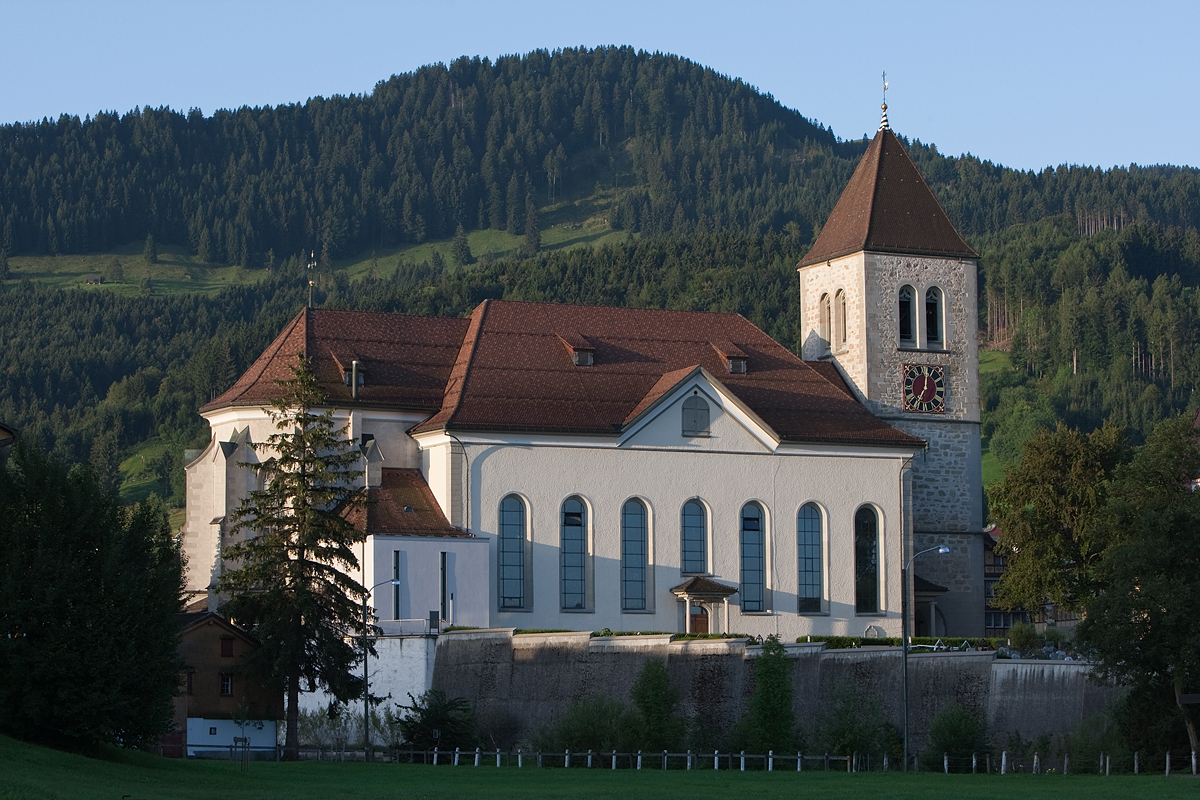
Kirche St. Mauritius
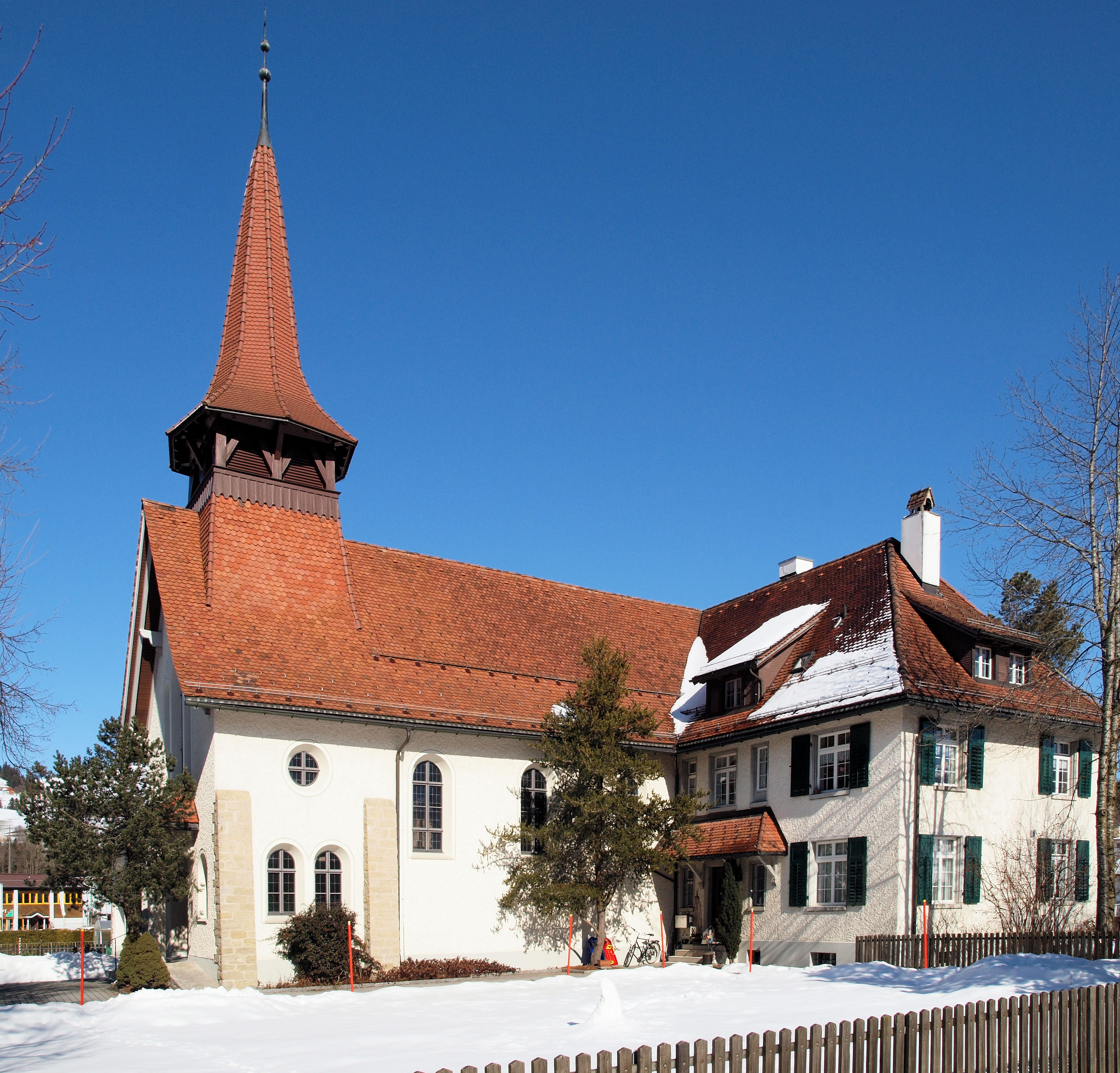
Reformierte Kirche
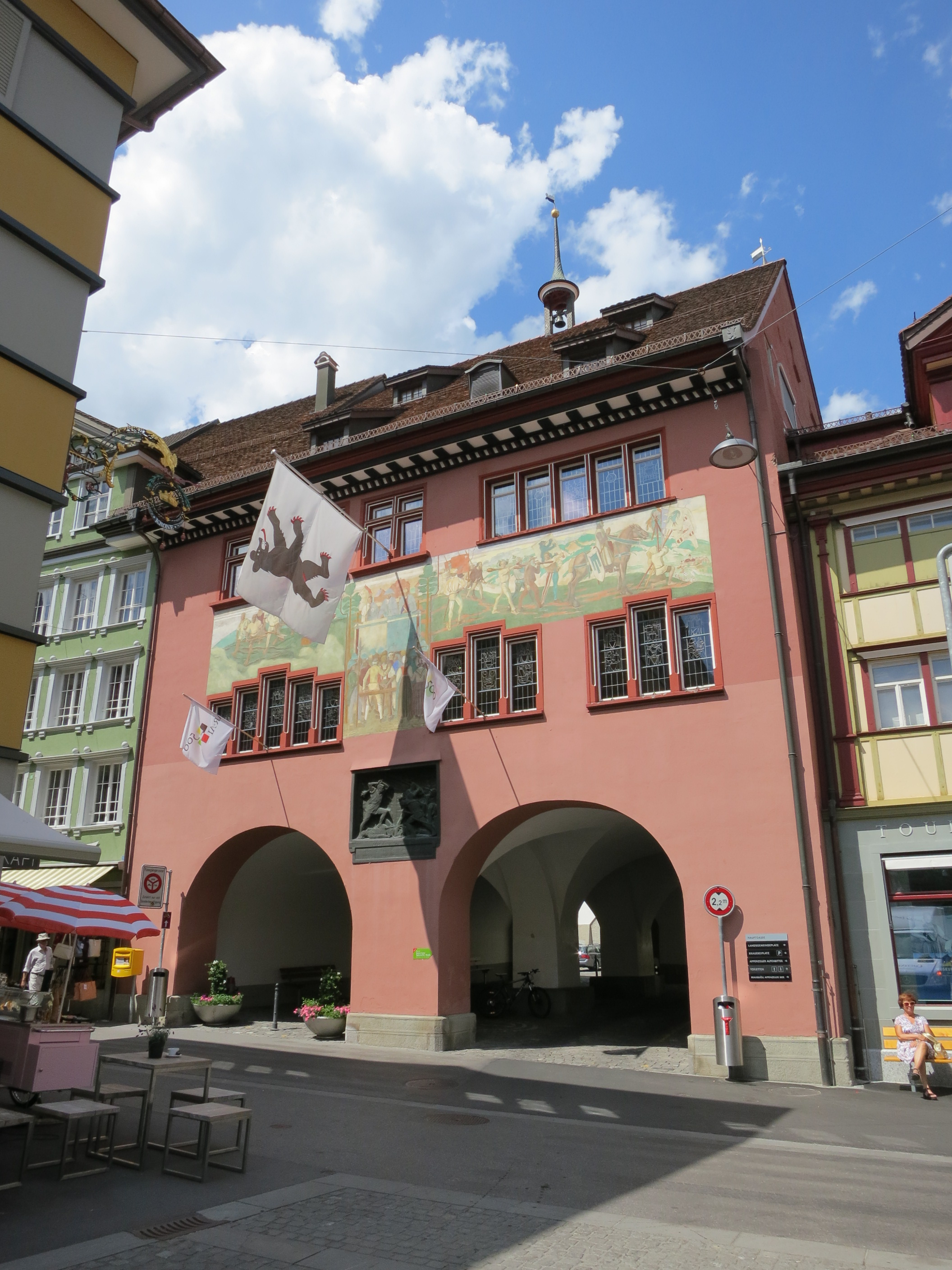
Rathaus
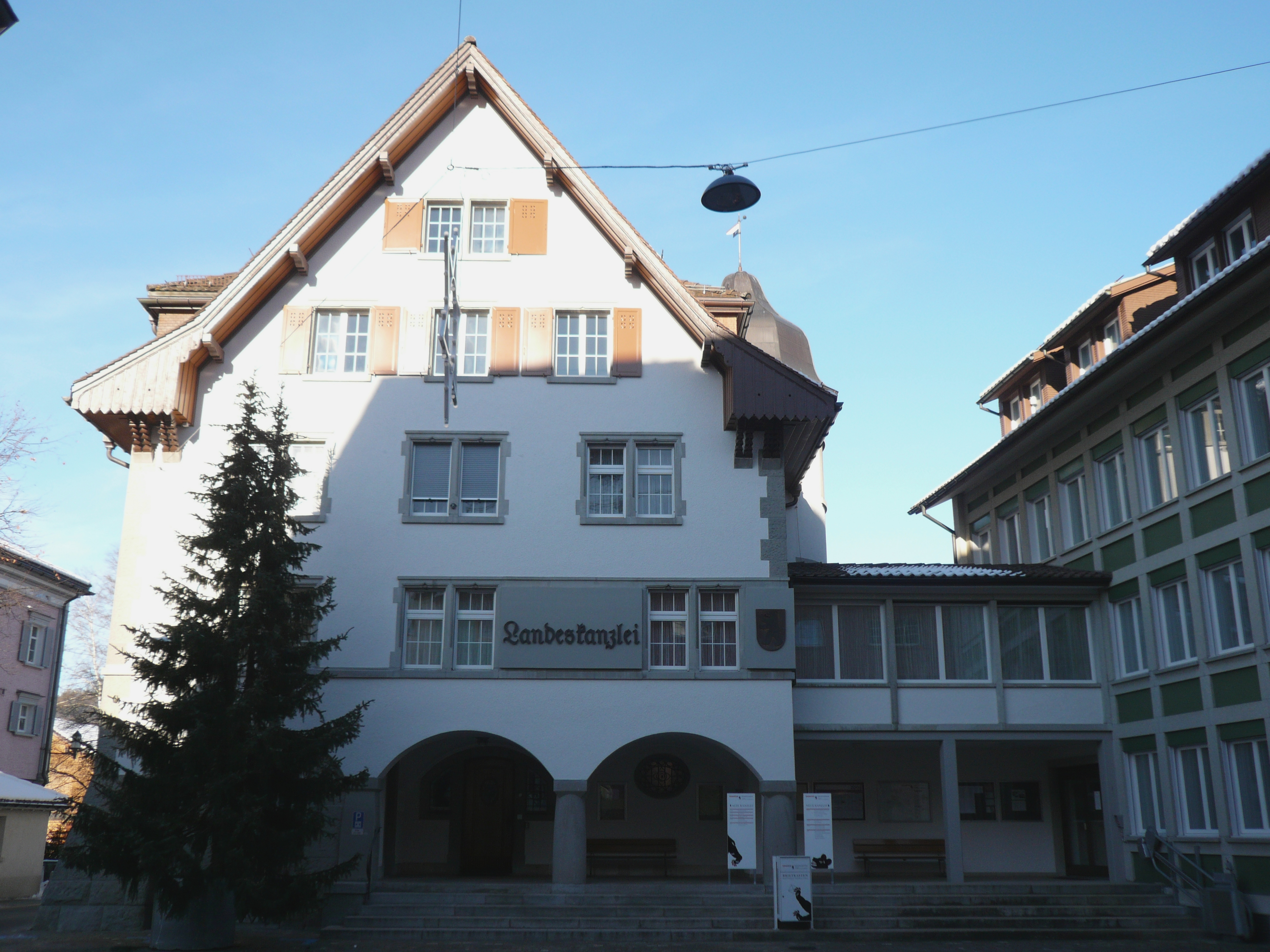
Landeskanzlei/ Kantonalverwaltung
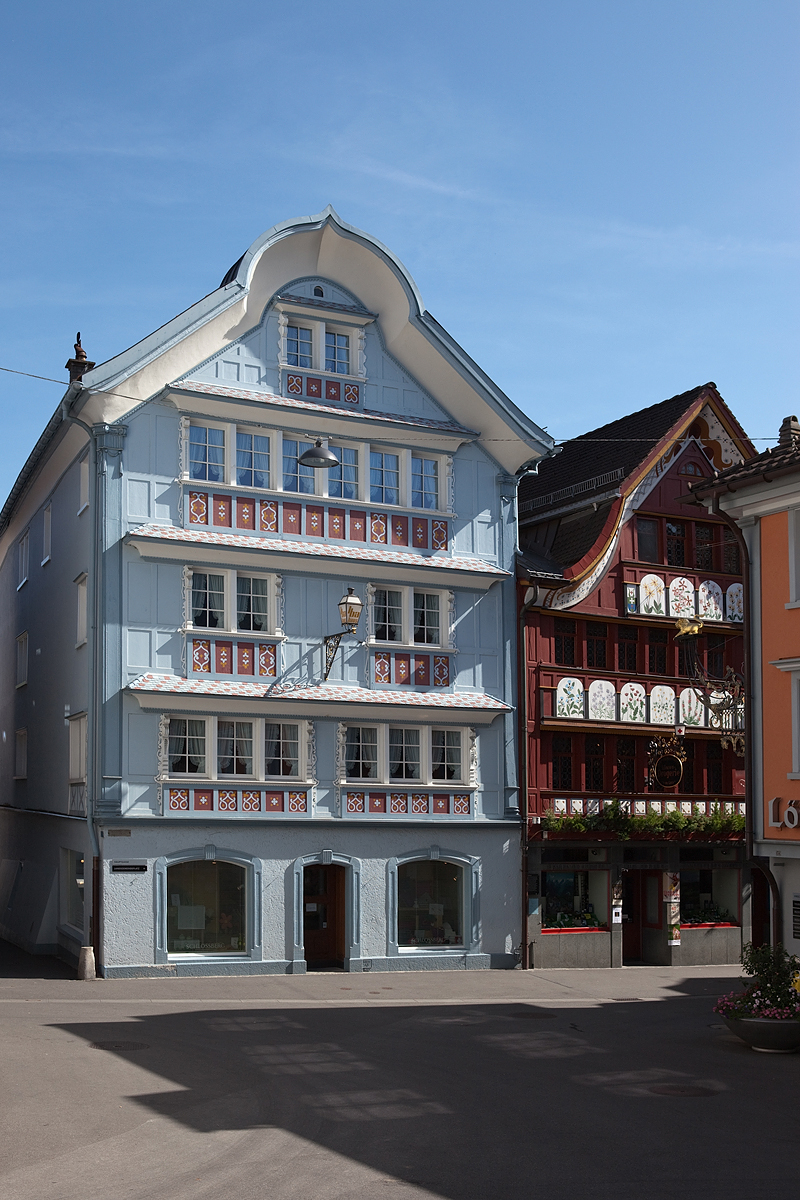
Hauptgasse
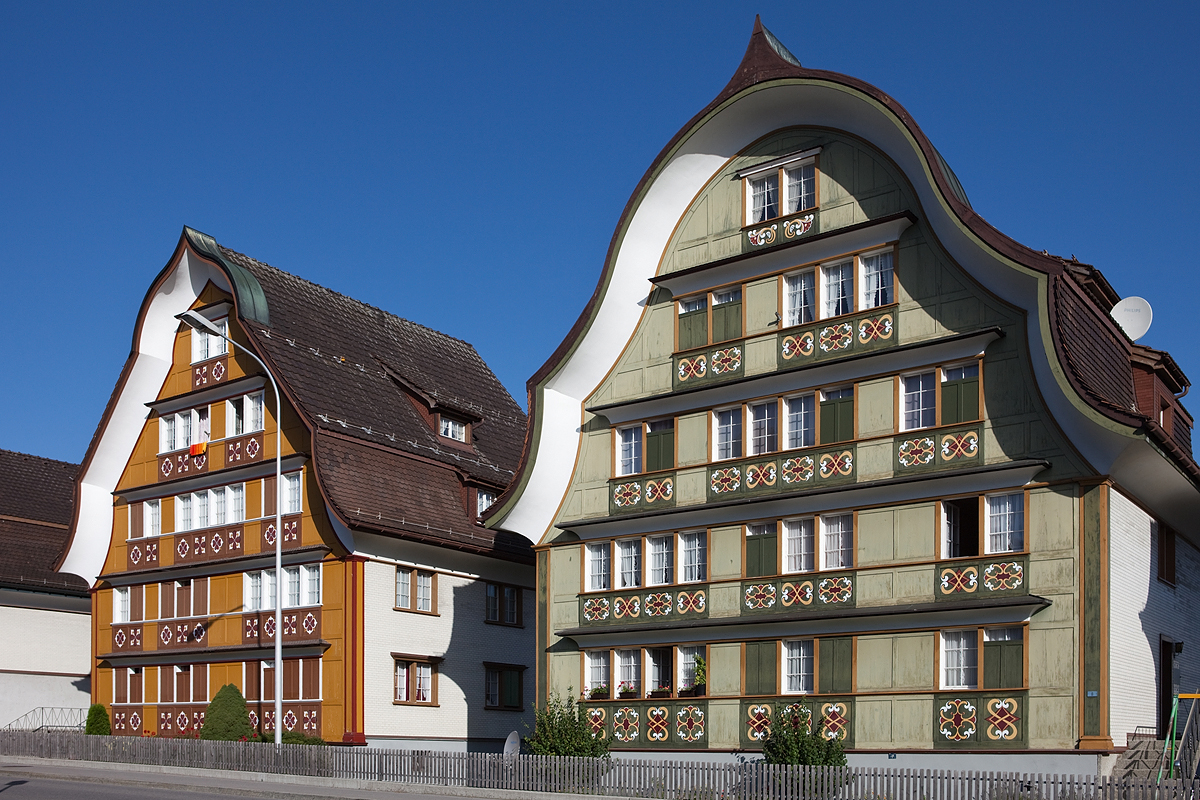
Geschweifte Giebel
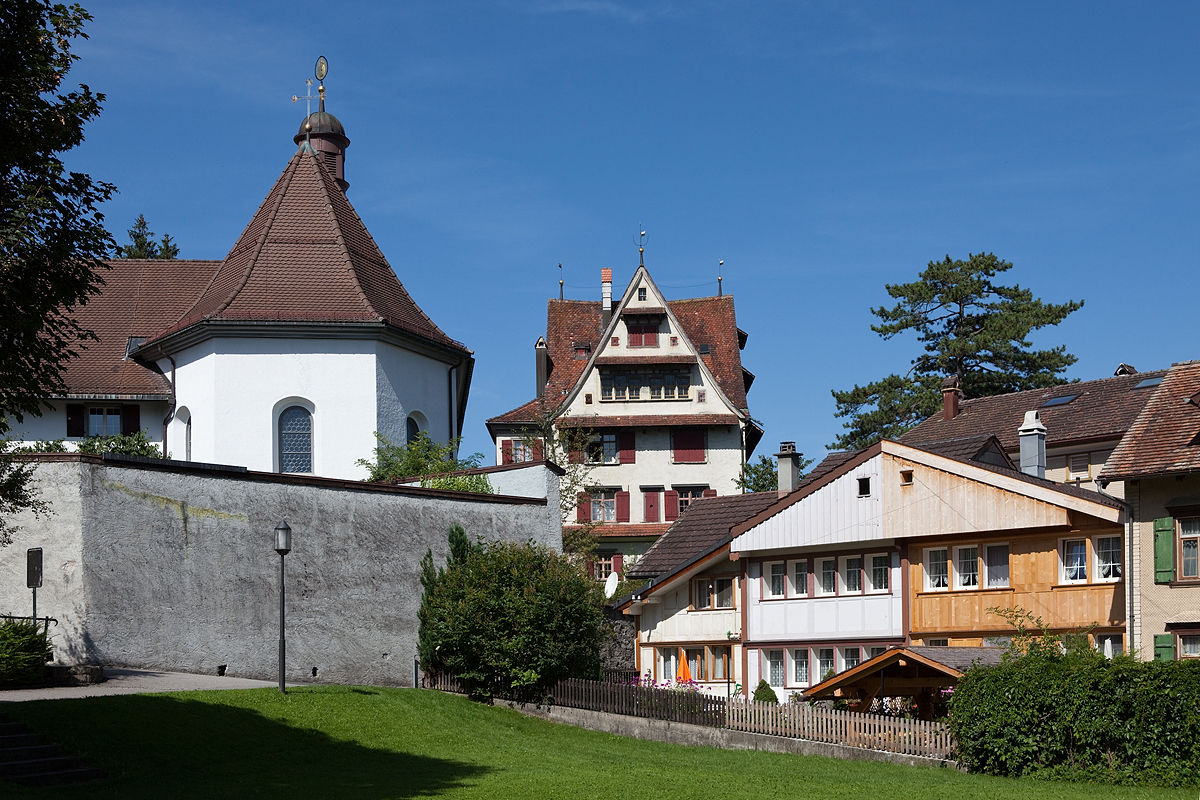
Frauenkloster, Schloss
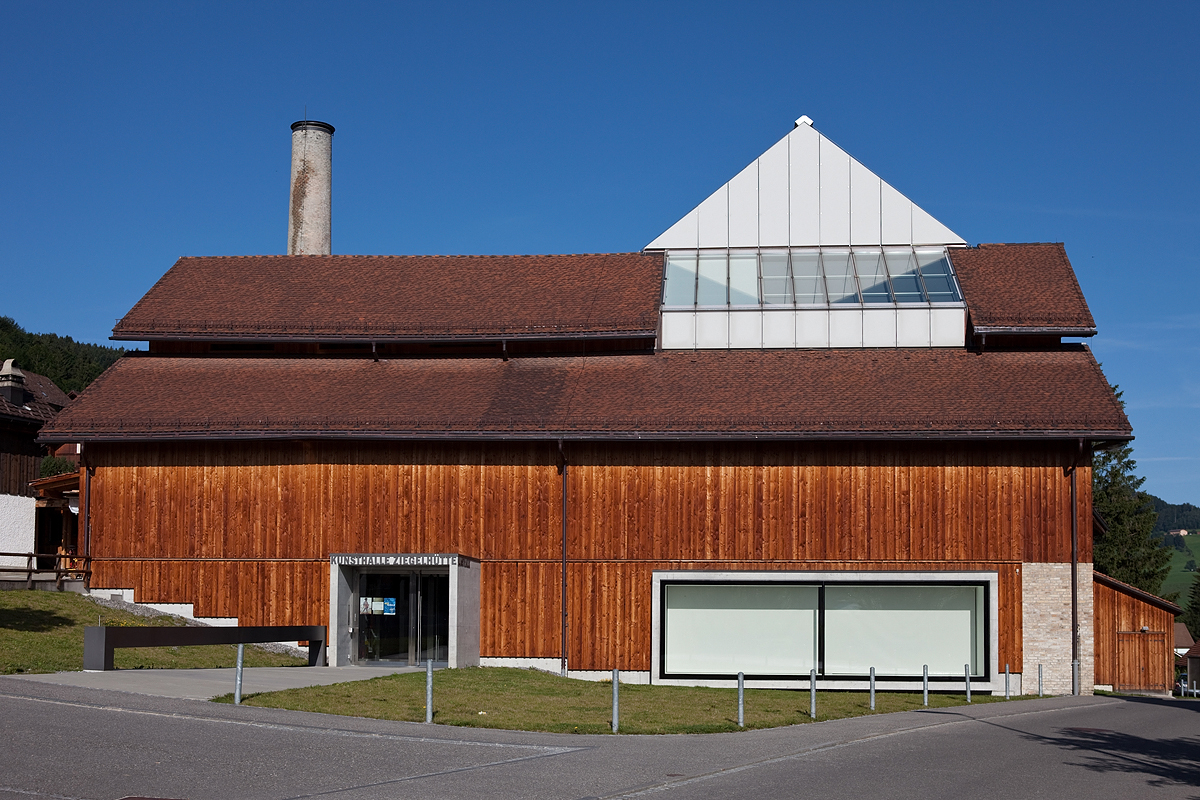
Kunsthalle Ziegelhütte
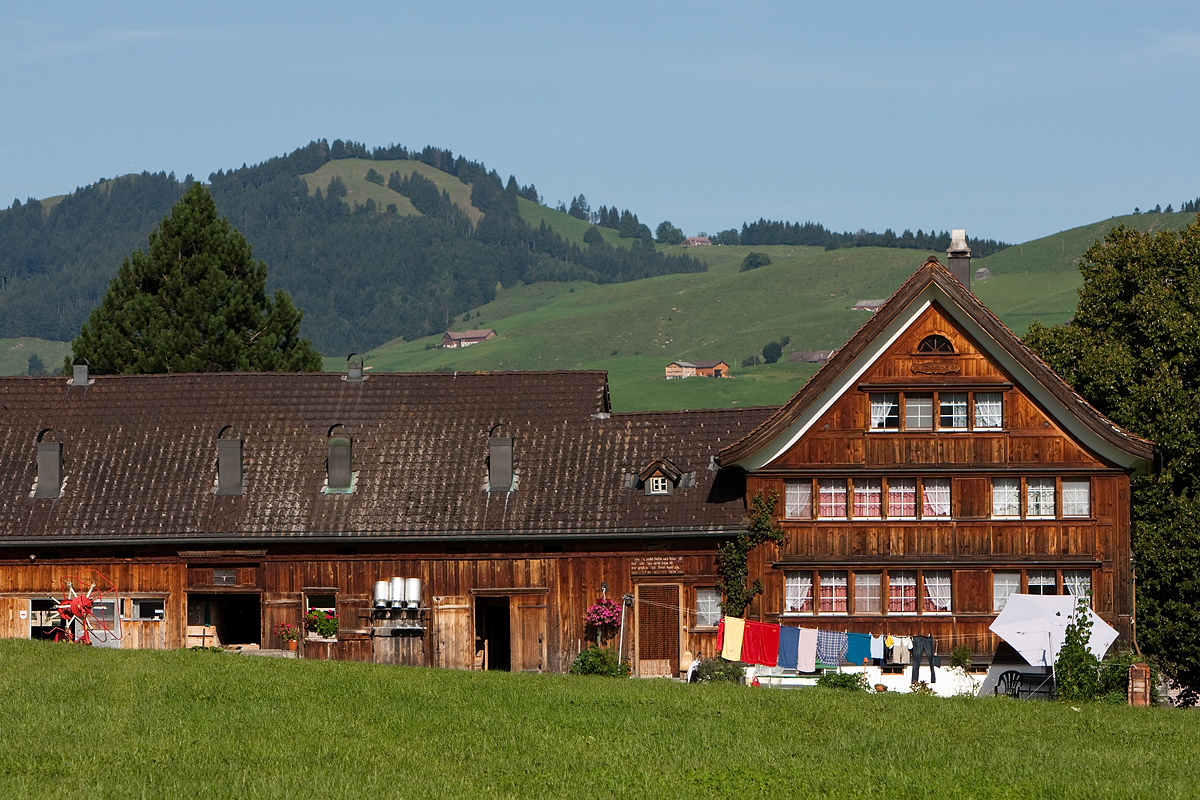
Appenzeller Bauernhaus
Appenzell und der Säntis, 1910
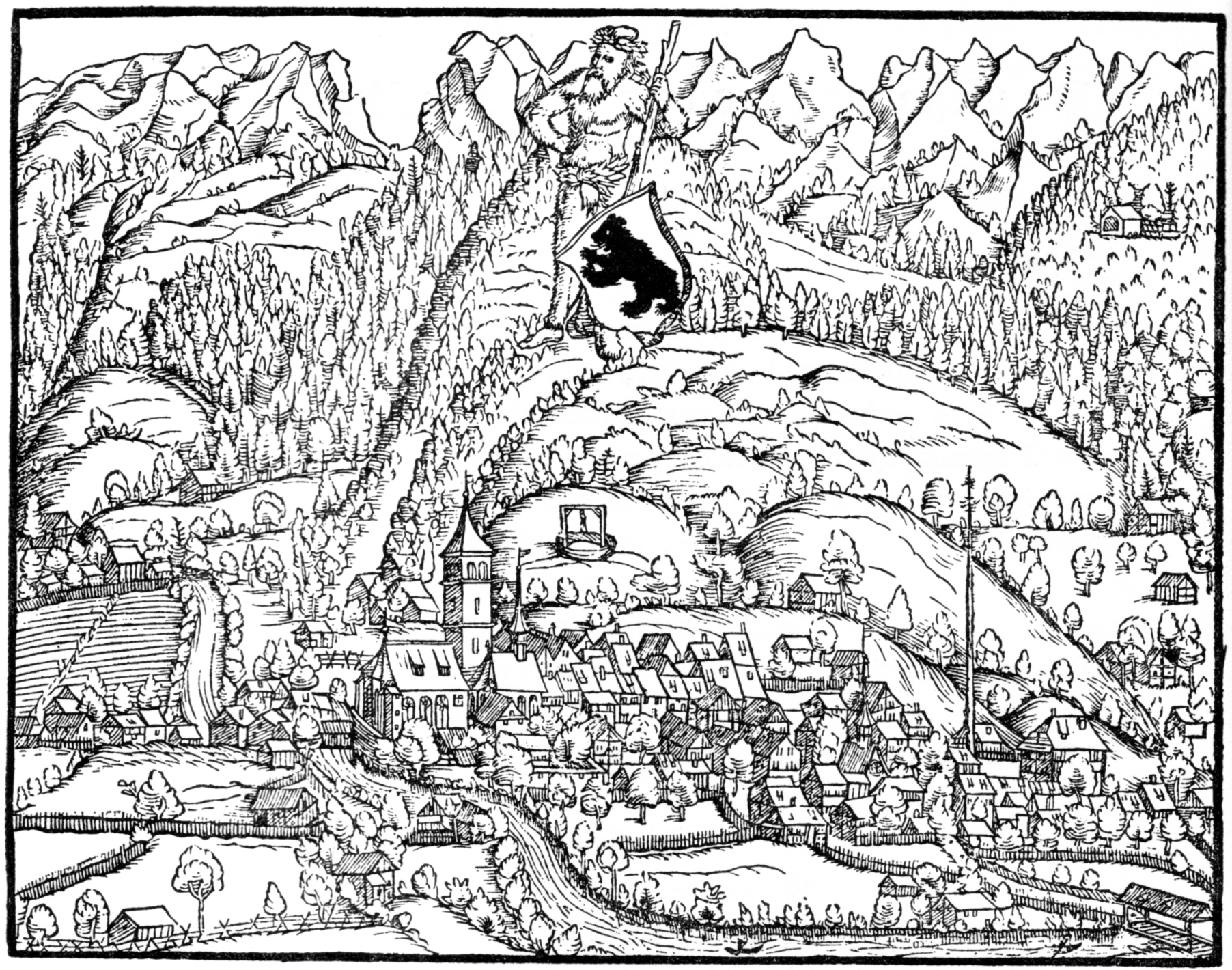
Der Flecken Appenzell in der Stumpfschen Chronik 1548